# Sleepwalking (Rafferty)
Sleepwalking is het vijfde soloalbum van Gerry Rafferty; het verscheen in 1982. Rafferty brak met zijn vaste producent tot dan toe Hugh Murphy en kwam in contact met Christopher Neil, die later successen zou krijgen met Mike and the Mechanics. Het album klinkt lang zo folky niet als de vorige, het is allemaal wat meer gladgestreken. Kennelijk was ook de inspiratie op bij Rafferty, want na dit album, dat toch al kort was, werd het zes jaar stil op elpeegebied. Het album is opgenomen in de Chipping Norton Studio en de Strawberry Studio South (van 10cc). Kenny Craddock is bekend van Lindisfarne, niet uit Schotland, maar daar wel vlak bij, Newcastle.

## Musici
- Gerry Rafferty - zang, gitaar, toetsinstrumenten
- Liam Genockey – slagwerk
- Christopher Neil – synthesizer, elektronische slagwerk, achtergrondzang
- Mel Collins - saxofoon
- Ian Lynn - toetsinstrumenten
- Alan Clark - toetsinstrumenten
- Kenny Craddock – hammondorgel, harmonium, synthesizers, banjo
- Mo Foster – basgitaar
- Morris Pert (hier aangeduid met Maurice), Frank Ricotti – percussie
- Hugh Burns, Frank Bogey – gitaar
- Pick Withers - slagwerk

## Muziek
| Nr. | Titel                 | Duur |
| --- | --------------------- | ---- |
| 1.  | Standing at the gates | 6:51 |
| 2.  | Good intentions       | 4:15 |
| 3.  | A change of heart     | 4:10 |
| 4.  | On the way            | 4:24 |
| 5.  | Sleepwalking          | 3:51 |
| 6.  | Cat and mouse         | 5:03 |
| 7.  | The right moment      | 3;25 |
| 8.  | As wise as a serpent  | 5:15 |